# 2012-es sílövő-világbajnokság
A 2012-es sílövő-világbajnokságot március 1-je és 11-e között tartották a németországi, Ruhpoldingban.

## Részt vevő nemzetek
| Egyesült Államok    |
| Andorra             |
| Ausztrália          |
| Ausztria            |
| Belgium             |
| Bosznia-Hercegovina |
| Brazília            |
| Bulgária            |
| Csehország          |
| Észtország          |
| Fehéroroszország    |
| Finnország          |

| Franciaország |
| Görögország   |
| Grönland      |
| Hollandia     |
| Horvátország  |
| Japán         |
| Kanada        |
| Kazahsztán    |
| Kína          |
| Dél-Korea     |
| Lengyelország |
| Lettország    |

| Litvánia           |
| Észak-Macedónia    |
| Magyarország       |
| Moldova            |
| Egyesült Királyság |
| Németország        |
| Norvégia           |
| Olaszország        |
| Oroszország        |
| Románia            |
| Spanyolország      |
| Svájc              |

| Svédország  |
| Szerbia     |
| Szlovákia   |
| Szlovénia   |
| Törökország |
| Ukrajna     |
| Új-Zéland   |
| Üzbegisztán |
| 44 nemzet   |

## Éremtáblázat
| Hely     | Nemzet           | Arany | Ezüst | Bronz | Összesen |
| 1.       | Norvégia         | 4     | 1     | 1     | 6        |
| 2.       | Franciaország    | 3     | 5     | 0     | 8        |
| 3.       | Németország      | 2     | 1     | 2     | 5        |
| 4.       | Fehéroroszország | 1     | 1     | 0     | 2        |
| 4.       | Szlovénia        | 1     | 1     | 0     | 2        |
|          |                  |       |       |       |          |
| 6.       | Svédország       | 0     | 2     | 3     | 5        |
|          |                  |       |       |       |          |
| 7.       | Oroszország      | 0     | 0     | 2     | 2        |
| 8.       | Csehország       | 0     | 0     | 1     | 1        |
| 8.       | Finnország       | 0     | 0     | 1     | 1        |
| 8.       | Ukrajna          | 0     | 0     | 1     | 1        |
|          |                  |       |       |       |          |
| Összesen | Összesen         | 11    | 11    | 11    | 33       |

## Férfi

### Egyéni
A verseny időpontja: 2012. március 6. / 15:15 CET
| #     | Versenyző           | Lövőhiba (F+Á+F+Á) | Időeredmény | Hátrány  |
| ----- | ------------------- | ------------------ | ----------- | -------- |
| Arany | Jakov Fak           | 0+0+0+1            | 46:48.2     |          |
| Ezüst | Simon Fourcade      | 0+0+1+0            | 46:55.2     | +7.0     |
| Bronz | Jaroslav Soukup     | 0+1+0+0            | 47:00.5     | +12.3    |
| 4.    | Andreas Birnbacher  | 0+0+0+1            | 47:01.3     | +13.1    |
| 5.    | Klemen Bauer        | 0+0+0+1            | 47:04.8     | +16.6    |
| 6.    | Michal Šlesingr     | 0+0+1+0            | 47:13.3     | +25.1    |
| 7.    | Arnd Peiffer        | 0+0+0+2            | 47:24.7     | +36.5    |
| 8.    | Emil Hegle Svendsen | 1+1+0+0            | 47:37.4     | +49.2    |
| 9.    | Szjarhej Novikav    | 0+0+0+0            | 47:38.0     | +49.8    |
| 10.   | Fredrik Lindström   | 0+1+0+0            | 47:40.2     | +52.0    |
| ----  | ----                | ----               | ----        | ----     |
| 110.  | Szabó Milán         | 0+0+2+3            | 58:24.8     | +11:36.6 |
| 111.  | Gombos Károly       | 1+3+1+1            | 58:51.0     | +12:02.8 |
| 135.  | Muskatál István     | 3+5+2+3            | 1:09:14.9   | +22:26.7 |

### Sprint
A verseny időpontja: 2012. március 3. / 12:30 CET
| #     | Versenyző           | Lövőhiba (F+Á+F+Á) | Időeredmény | Hátrány |
| ----- | ------------------- | ------------------ | ----------- | ------- |
| Arany | Martin Fourcade     | 1+1                | 24:18.6     |         |
| Ezüst | Emil Hegle Svendsen | 1+1                | 24:33.7     | +15.1   |
| Bronz | Carl Johan Bergman  | 0+0                | 24:36.3     | +17.7   |
| 4.    | Daniel Mesotitsch   | 0+0                | 24:45.7     | +27.1   |
| 5.    | Simon Fourcade      | 2+0                | 24:54.0     | +35.4   |
| 6.    | Fredrik Lindström   | 0+1                | 24:54.2     | +35.6   |
| 7.    | Björn Ferry         | 0+0                | 25:00.5     | +41.9   |
| 8.    | Markus Windisch     | 0+0                | 25:04.5     | +45.9   |
| 9.    | Alexis Bœuf         | 1+1                | 25:17.2     | +58.6   |
| 10.   | Timothy Burke       | 0+1                | 25:17.4     | +58.8   |
| ----  | ----                | ----               | ----        | ----    |
| 107.  | Szabó Milán         | 2+2                | 29:50.8     | +5:32.2 |
| 117.  | Gombos Károly       | 1+4                | 30:29.7     | +6:11.1 |
| 132.  | Muskatál István     | 2+3                | 33:33.1     | +9:14.5 |

### Üldözőverseny
A verseny időpontja: 2012. március 4. / 13:15 CET
| #     | Versenyző           | Lövőhiba (F+Á+F+Á) | Időeredmény | Hátrány |
| ----- | ------------------- | ------------------ | ----------- | ------- |
| Arany | Martin Fourcade     | 1+1+0+2            | 33:39.4     |         |
| Ezüst | Carl Johan Bergman  | 0+1+1+0            | 33:44.6     | +5.2    |
| Bronz | Anton Sipulin       | 1+0+0+0            | 34:01.5     | +22.1   |
| 4.    | Daniel Mesotitsch   | 0+0+1+1            | 34:07.8     | +28.4   |
| 5.    | Emil Hegle Svendsen | 1+1+0+2            | 34:24.8     | +45.4   |
| 6.    | Simon Fourcade      | 1+1+0+1            | 34:32.4     | +53.0   |
| 7.    | Tarjei Bø           | 2+0+0+1            | 34:38.7     | +59.3   |
| 8.    | Jakov Fak           | 0+0+1+2            | 34:45.6     | +1:06.2 |
| 9.    | Simon Schempp       | 0+2+0+0            | 34:46.1     | +1:06.7 |
| 10.   | Fredrik Lindström   | 1+3+0+0            | 34:50.9     | +1:11.5 |

### Tömegrajtos
A verseny időpontja: 2012. március 11. / 13:30 CET
| #     | Versenyző             | Lövőhiba (F+Á+F+Á) | Időeredmény | Hátrány |
| ----- | --------------------- | ------------------ | ----------- | ------- |
| Arany | Martin Fourcade       | 0+1+1+0            | 38:25.4     |         |
| Ezüst | Björn Ferry           | 0+0+0+0            | 38:28.4     | +3.0    |
| Bronz | Fredrik Lindström     | 0+1+1+0            | 38:28.8     | +3.4    |
| 4.    | Andreas Birnbacher    | 0+0+0+1            | 38:30.0     | +4.6    |
| 5.    | Simon Fourcade        | 1+0+1+0            | 38:35.2     | +9.8    |
| 6.    | Carl Johan Bergman    | 0+0+1+0            | 38:39.0     | +13.6   |
| 7.    | Arnd Peiffer          | 0+0+1+1            | 38:45.7     | +20.3   |
| 8.    | Ole Einar Bjørndalen  | 0+0+1+1            | 38:49.4     | +24.0   |
| 9.    | Jevgenyij Garanyicsev | 0+0+0+1            | 38:52.2     | +26.8   |
| 10.   | Jevgenyij Usztyugov   | 2+0+0+0            | 38:59.8     | +34.4   |

### Váltó
A verseny időpontja: 2012. március 9. / 15:15 CET
| #     | Versenyző                                                                               | Lövőhiba (F+Á)                          | Időeredmény                               | Hátrány | #   | Versenyző                                                                                | Lövőhiba (F+Á)                          | Időeredmény                               | Hátrány |
| ----- | --------------------------------------------------------------------------------------- | --------------------------------------- | ----------------------------------------- | ------- | --- | ---------------------------------------------------------------------------------------- | --------------------------------------- | ----------------------------------------- | ------- |
| Arany | Norvégia · Ole Einar Bjørndalen · Rune Bratsveen · Tarjei Bø · Emil Hegle Svendsen      | 0+1 1+6 0+0 1+3 0+0 0+2 0+1 0+1 0+0 0+0 | 1:17:26.8 20:13.5 19:19.5 19:02.4 18:51.4 |         | 6.  | Oroszország · Anton Sipulin · Andrej Makovejev · Jevgenyij Garanyicsev · Dmitrij Malisko | 0+7 1+5 0+1 0+1 0+2 1+3 0+3 0+0         | 1:19:10.9 19:21.9 19:37.2 20:18.0 19:53.8 | +1:44.1 |
| Ezüst | Franciaország · Jean-Guillaume Béatrix · Simon Fourcade · Alexis Bœuf · Martin Fourcade | 0+5 0+5 0+1 0+1 0+1 0+0 0+2 0+3         | 1:17:56.5 19:23.4 19:35.1 19:18.1 19:39.9 | +29.7   | 7.  | Svájc · Ivan Joller · Benjamin Weger · Claudio Böckli · Simon Hallenbarter               | 0+7 0+6 0+2 0+2 0+2 0+0 0+3 0+3 0+0 0+1 | 1:19:27.2 20:13.2 19:19.4 20:18.9 19:35.7 | +2:00.4 |
| Bronz | Németország · Simon Schempp · Andreas Birnbacher · Michael Greis · Arnd Peiffer         | 0+4 0+6 0+0 0+1 0+1 0+3 0+2 0+0 0+1 0+2 | 1:18:19.8 19:33.6 19:35.8 19:34.0 19:36.4 | +53.0   | 8.  | Ukrajna · Szerhij Szemenov · Szerhij Szednev · Artem Prima · Andrij Derizemlja           | 0+2 0+7 0+0 0+0 0+0 0+3 0+1 0+2         | 1:19:53.6 19:23.1 20:11.1 20:18.1 20:01.3 | +2:26.8 |
| 4.    | Olaszország · Christian De Lorenzi · Markus Windisch · Dominik Windisch · Lukas Hofer   | 0+5 0+5 0+2 0+1 0+1 0+2 0+2 0+1 0+0 0+1 | 1:18:55.7 20:08.6 19:25.1 19:54.3 19:27.7 | +1:28.9 | 9.  | Csehország · Michal Šlesingr · Zdeněk Vítek · Jaroslav Soukup · Ondřej Moravec           | 0+2 3+7 0+1 0+2 0+0 3+3 0+0 0+1 0+1 0+1 | 1:20:15.0 19:27.5 21:37.1 19:27.5 19:42.9 | +2:48.2 |
| 5.    | Ausztria · Simon Eder · Christoph Sumann · Daniel Mesotitsch · Dominik Landertinger     | 0+1 0+2 0+0 0+0 0+1 0+0 0+0 0+0 0+0 0+2 | 1:19:05.7 19:48.8 19:57.9 19:19.0 20:00.0 | +1:38.9 | 10. | Egyesült Államok · Lowell Bailey · Jay Hakkinen · Timothy Burke · Leif Nordgren          | 0+5 0+9 0+0 0+1 0+3 0+3 0+2 0+2 0+0 0+3 | 1:20:32.9 19:35.8 20:37.3 19:59.5 20:20.3 | +3:06.1 |

## Női

### Egyéni
A verseny időpontja: 2012. március 7. / 15:15 CET
| #     | Versenyző           | Lövőhiba (F+Á+F+Á) | Időeredmény | Hátrány  |
| ----- | ------------------- | ------------------ | ----------- | -------- |
| Arany | Tora Berger         | 1+0+0+0            | 42:30.0     |          |
| Ezüst | Marie-Laure Brunet  | 0+0+0+1            | 43:26.4     | +56.4    |
| Bronz | Helena Ekholm       | 1+0+0+0            | 43:41.1     | +1:11.1  |
| 4.    | Marie Dorin Habert  | 0+1+0+0            | 43:44.7     | +1:14.7  |
| 5.    | Susan Dunklee       | 0+1+0+0            | 43:48.2     | +1:18.2  |
| 6.    | Olga Zajceva        | 0+1+1+0            | 43:56.1     | +1:26.1  |
| 7.    | Szvetlana Szlepcova | 0+0+1+0            | 44:31.0     | +2:01.0  |
| 8.    | Olga Viluhina       | 2+0+0+0            | 44:42.2     | +2:12.2  |
| 9.    | Michela Ponza       | 0+0+0+0            | 44:43.7     | +2:13.7  |
| 10.   | Anastasiya Kuzmina  | 1+0+1+1            | 44:57.8     | +2:27.8  |
| ----  | ----                | ----               | ----        | ----     |
| 100.  | Szőcs Emőke         | 0+3+1+3            | 56:14.4     | +13:44.4 |

### Sprint
A verseny időpontja: 2012. március 3. / 15:30 CET
| #     | Versenyző            | Lövőhiba (F+Á+F+Á) | Időeredmény | Hátrány |
| ----- | -------------------- | ------------------ | ----------- | ------- |
| Arany | Magdalena Neuner     | 0+0                | 21:07.0     |         |
| Ezüst | Darja Domracsava     | 0+0                | 21:22.2     | +15.2   |
| Bronz | Viktorija Szemerenko | 0+0                | 21:44.6     | +37.6   |
| 4.    | Helena Ekholm        | 0+0                | 21:51.9     | +44.9   |
| 5.    | Marie-Laure Brunet   | 0+0                | 21:53.7     | +46.7   |
| 6.    | Tora Berger          | 0+1                | 21:59.4     | +52.4   |
| 7.    | Szvetlana Szlepcova  | 0+0                | 22:10.5     | +1:03.5 |
| 8.    | Olga Viluhina        | 0+0                | 22:12.3     | +1:05.3 |
| 9.    | Marie Dorin          | 0+1                | 22:20.5     | +1:13.5 |
| 10.   | Anastasiya Kuzmina   | 1+1                | 22:26.8     | +1:19.8 |
| ----  | ----                 | ----               | ----        | ----    |
| 71.   | Szőcs Emőke          | 0+2                | 25:08.4     | +4:01.4 |

### Üldözőverseny
A verseny időpontja: 2012. március 4. / 16:00 CET
| #     | Versenyző            | Lövőhiba (F+Á+F+Á) | Időeredmény | Hátrány |
| ----- | -------------------- | ------------------ | ----------- | ------- |
| Arany | Darja Domracsava     | 0+0+1+0            | 29:39.6     |         |
| Ezüst | Magdalena Neuner     | 0+1+0+2            | 30:04.7     | +25.1   |
| Bronz | Olga Viluhina        | 0+0+1+0            | 30:55.0     | +1:15.4 |
| 4.    | Tora Berger          | 1+0+1+1            | 31:05.4     | +1:25.8 |
| 5.    | Helena Ekholm        | 1+0+1+0            | 31:07.9     | +1:28.3 |
| 6.    | Marie-Laure Brunet   | 0+0+1+1            | 31:10.7     | +1:31.1 |
| 7.    | Olga Zajceva         | 0+0+1+0            | 31:38.2     | +1:58.6 |
| 8.    | Viktorija Szemerenko | 1+0+1+1            | 31:45.3     | +2:05.7 |
| 9.    | Marie Dorin-Habert   | 1+0+0+0            | 31:57.9     | +2:18.3 |
| 10.   | Anna Maria Nilsson   | 0+0+0+0            | 32:01.9     | +2:22.3 |

### Tömegrajtos
A verseny időpontja: 2012. március 11. / 16:00 CET
| #     | Versenyző            | Lövőhiba (F+Á+F+Á) | Időeredmény | Hátrány |
| ----- | -------------------- | ------------------ | ----------- | ------- |
| Arany | Tora Berger          | 0+0+1+0            | 35:41.6     |         |
| Ezüst | Marie-Laure Brunet   | 0+0+0+1            | 35:49.7     | +8.1    |
| Bronz | Kaisa Mäkäräinen     | 0+0+0+1            | 35:54.3     | +12.7   |
| 4.    | Tina Bachmann        | 0+1+0+1            | 36:24.0     | +42.4   |
| 5.    | Darja Domracsava     | 1+0+2+2            | 36:37.2     | +55.6   |
| 6.    | Marie Dorin Habert   | 0+0+1+0            | 36:40.5     | +58.9   |
| 7.    | Viktorija Szemerenko | 0+1+0+0            | 36:41.6     | +1:00.0 |
| 8.    | Anastasiya Kuzmina   | 1+0+1+1            | 36:43.5     | +1:01.9 |
| 9.    | Weronika Nowakowska  | 0+0+1+1            | 36:44.9     | +1:03.3 |
| 10.   | Magdalena Neuner     | 1+1+1+3            | 36:52.0     | +1:10.4 |

### Váltó
A verseny időpontja: 2012. március 10. / 15:15 CET
| #     | Versenyző                                                                                               | Lövőhiba (F+Á)                          | Időeredmény                               | Hátrány | #   | Versenyző                                                                                 | Lövőhiba (F+Á)                          | Időeredmény                               | Hátrány |
| ----- | --- | --------------------------------------- | ----------------------------------------- | ------- | --- | ----------------------------------------------------------------------------------------- | --------------------------------------- | ----------------------------------------- | ------- |
| Arany | Németország · Tina Bachmann · Magdalena Neuner · Miriam Gössner · Andrea Henkel                         | 0+6 1+4 0+1 0+0 0+3 1+3 0+2 0+1 0+0 0+0 | 1:09:33.0 17:09.6 17:28.4 17:37.8 17:17.2 |         | 6.  | Ukrajna · Natalja Burdiga · Valentina Szemerenko · Viktorija Szemerenko · Olena Pidhrusna | 0+3 0+5 0+1 0+3 0+0 0+2 0+0 0+0 0+2 0+0 | 1:10:53.5 18:22.7 17:18.0 17:08.1 18:04.7 | +1:20.5 |
| Ezüst | Franciaország · Marie-Laure Brunet · Sophie Boilley · Anaïs Bescond · Marie Dorin-Habert                | 0+4 0+3 0+1 0+0 0+1 0+2 0+1 0+1         | 1:10:01.5 17:09.0 17:19.7 18:04.6 17:28.2 | +28.5   | 7.  | Oroszország · Szvetlana Szlepcova · Olga Zajceva · Anna Bogalij-Tyitovec · Olga Viluhina  | 0+5 0+6 0+2 0+1 0+1 0+1 0+0 0+3 0+2 0+1 | 1:11:07.0 17:33.8 17:47.2 18:17.1 17:28.9 | +1:34.0 |
| Bronz | Norvégia · Fanny Welle-Strand Horn · Elise Ringen · Synnøve Solemdal · Tora Berger                      | 0+4 0+8 0+1 0+3 0+1 0+2 0+1 0+3 0+1 0+0 | 1:10:12.5 18:12.0 17:28.4 17:39.2 16:52.9 | +39.5   | 8.  | Szlovákia · Janka Gereková · Anastasiya Kuzmina · Martina Chrapánová · Paulina Fialková   | 0+0 1+6 0+0 0+0 0+0 0+2 0+0 0+1 0+0 1+3 | 1:12:44.1 17:15.4 17:12.2 18:43.9 19:32.6 | +3:11.0 |
| 4.    | Fehéroroszország · Nadzeja Szkardzina · Ljudmila Kalincsik · Anasztaszija Dubarezava · Darja Domracsava | 0+1 0+5 0+0 0+2 0+0 0+0 0+1 0+3 0+0 0+0 | 1:10:14.2 18:08.2 17:41.9 18:05.1 16:19.0 | +41.2   | 9.  | Lengyelország · Krystyna Pałka · Weronika Nowakowska · Magdalena Gwizdoń · Agnieszka Cyl  | 0+4 1+8 0+1 0+1 0+1 0+2 0+0 1+3 0+2 0+2 | 1:13:19.7 18:08.2 17:57.0 18:56.4 18:18.1 | +3:46.7 |
| 5.    | Svédország · Jenny Jonsson · Anna Maria Nilsson · Anna-Karin Strömstedt · Helena Ekholm                 | 0+3 0+2 0+0 0+0 0+1 0+1 0+1 0+0         | 1:10:38.2 18:12.8 17:36.5 17:43.2 17:05.7 | +1:05.2 | 10. | Csehország · Veronika Vítková · Barbora Tomešová · Veronika Zvařičová · Jitka Landová     | 0+4 0+8 0+1 0+2 0+2 0+3 0+1 0+2 0+0 0+1 | 1:13:23.8 17:30.7 18:14.4 18:24.4 19:14.3 | +3:50.8 |

## Vegyes váltó
A verseny időpontja: 2012. március 1. / 15:30 CET
| #     | Versenyző                                                                              | Lövőhiba (F+Á)                          | Időeredmény                               | Hátrány | #   | Versenyző                                                                                      | Lövőhiba (F+Á)                          | Időeredmény                               | Hátrány |
| ----- | -------------------------------------------------------------------------------------- | --------------------------------------- | ----------------------------------------- | ------- | --- | ---------------------------------------------------------------------------------------------- | --------------------------------------- | ----------------------------------------- | ------- |
| Arany | Norvégia · Tora Berger · Synnøve Solemdal · Ole Einar Bjørndalen · Emil Hegle Svendsen | 0+3 0+7 0+0 0+0 0+1 0+3 0+2 0+2 0+0 0+2 | 1:12:29.3 16:29.1 17:42.8 19:38.5 18:38.9 |         | 6.  | Fehéroroszország · Nadzeja Szkardzina · Darja Domracsava · Szjarhej Novikav · Javhen Abramenka | 0+3 0+4 0+0 0+1 0+2 0+2 0+0 0+0 0+1 0+1 | 1:14:22.2 18:04.6 17:03.5 19:15.3 19:58.8 | +1:52.9 |
| Ezüst | Szlovénia · Andreja Mali · Teja Gregorin · Klemen Bauer · Jakov Fak                    | 0+5 0+2 0+1 0+0 0+3 0+2 0+0 0+0         | 1:12:49.5 18:04.2 16:58.1 19:04.4 18:42.8 | +20.2   | 7.  | Szlovákia · Jana Gereková · Anastasiya Kuzmina · Matej Kazár · Dušan Šimočko                   | 0+6 0+4 0+0 0+2 0+2 0+1 0+3 0+1 0+1 0+0 | 1:14:25.6 17:32.7 17:24.0 19:47.5 19:41.4 | +1:56.3 |
| Bronz | Németország · Andrea Henkel · Magdalena Neuner · Andreas Birnbacher · Arnd Peiffer     | 0+4 1+6 0+2 0+1 0+1 0+2 0+0 0+0 0+1 1+3 | 1:13:02.1 17:43.8 16:46.6 18:37.6 19:54.1 | +32.8   | 8.  | Csehország · Veronika Vitková · Barbora Tomešová · Ondřej Moravec · Michal Šlesingr            | 0+8 0+6 0+2 0+1 0+2 0+0 0+3 0+3 0+1 0+2 | 1:14:25.7 17:38.7 17:47.4 19:44.9 19:14.7 | +1:56.4 |
| 4.    | Svédország · Anna Maria Nilsson · Helena Ekholm · Björn Ferry · Fredrik Lindström      | 0+4 0+5 0+1 0+2 0+0 0+0 0+2 0+1 0+1 0+2 | 1:13:29.3 18:26.3 16:36.7 19:20.1 19:06.2 | +1:00.0 | 9.  | Olaszország · Michela Ponza · Katja Haller · Markus Windisch · Lukas Hofer                     | 0+6 0+2 0+1 0+0 0+3 0+2 0+1 0+0         | 1:14:26.4 17:58.0 17:54.5 19:45.4 18:48.5 | +1:57.1 |
| 5.    | Oroszország · Olga Viluhina · Olga Zajceva · Dmitrij Malisko · Anton Sipulin           | 0+2 0+3 0+0 0+0 0+0 0+2 0+1 0+1 0+1 0+0 | 1:13:57.0 17:51.2 17:11.2 19:16.5 19:38.1 | +1:27.7 | 10. | Svájc · Elisa Gasparin · Selina Gasparin · Benjamin Weger · Simon Hallenbarter                 | 0+6 0+5 0+1 0+1 0+1 0+2 0+2 0+2 0+2 0+0 | 1:14:54.9 18:15.9 17:39.3 19:42.6 19:17.1 | +2:25.6 |